# ビビット南船橋
ビビット南船橋（ビビットみなみふなばし、ViVit）は、千葉県船橋市浜町二丁目に位置するショッピングセンターである。
2025年10月に三井ショッピングパーク ららぽーとTOKYO-BAY North Gateへ改称予定。

## 概要
「三井不動産商業マネジメント」が運営を受託しているショッピングセンターで、2004年12月1日 「ビビットスクエア」の名で開業。
山一證券研修所跡地に大成建設が基本設計と施工を担当し、米国のゲンストラー・アンド・アソシエイツ・インターナショナル社が環境設計を担当して建設された。
運営管理はラサール インベストメント マネジメント、2006年よりキャピタランド・モール・ジャパンを経て、2021年2月より三井不動産商業マネジメントとなっている。
当初、隣接するららぽーとTOKYO-BAYの客の流れと、近隣の高層マンション群「東京ベイスクエア」の膝元商業施設として集客が見込まれ、開業時の主なテナントはスーパーバリュー生鮮市場、スーパーバリューホームセンター、ラオックス・アソビットシティ、スポーツオーソリティ、セガスタジアム、OKAYであった。2023年10月現在スーパーバリュー生鮮市場以外のテナントは撤退している。
開業以降、数回にわたり大規模なテナントの入れ替え(リニューアル)、施設の改装が行われてきた。
2012年10月1日、店舗の名称をそれまでの「ビビットスクエア南船橋」から「ビビット南船橋」へ改称。

## 沿革
- 2004年（平成16年）
  - 12月1日 - 「ビビットスクエア」として開業[1]。
- 2006年（平成18年）
  - キャピタランド・モール・ジャパンに運営を変更。
- 2007年（平成19年）
  - 春 - 再構築工事が行なわれ、すばる書店・TSUTAYAをはじめとした新たなテナントが入居。
- 2010年（平成22年）
  - 2月6日 - かねたやが開店。
  - 6月24日 - ノジマが開店。
  - 8月7日 - 開業以来最大のリニューアルを実施。ミスターマックスが中核店舗として開店[6]。
  - 8月25日 - 施設のサービス改善を行い、駐車場無料サービスを1時間半まで無料に変更。
- 2012年（平成24年）
  - 4月27日 - ブックオフ スーパーバザーが開店[7]。
  - 5月27日 - すばる書店・TSUTAYAが閉店。
  - 10月1日 - 施設名を「ビビットスクエア」から「ビビット南船橋」へ改称[8]。
  - 10月4日 - 南船橋食小路が開店[9][10]。
- 2014年（平成26年）
  - 6月14日 - 屋上駐車場の一部を使った、フットサルコート「Z FUTSAL SPORT」がオープン[11][12]。
  - 11月29日 - ハコスタジアム東京が開店[13][14]。
- 2016年（平成28年）
  - 1月15日 - 南船橋食小路が閉店。
  - 3月6日 - かねたやが閉店[15]。
  - 4月8日 - サカゼンが下記のリニューアルに先行して開店。
  - 5月8日 - ミスターマックスが閉店[16]。
  - 5月17日 - 4月から10月にかけて「衣・食・住」の全てがそろう地域密着型ショッピングセンターとしての進化をテーマした、施設内の総賃貸面積3分の1を入れ替えるリニューアル計画を発表[17][18]。
  - 7月15日 - ニトリが2階かねたや跡地に開店[19]。
  - 8月10日 - ジュンク堂書店が1階ミスターマックス跡地に開店。
  - 9月15日 - IDC大塚家具が2階ミスターマックス跡地に開店[19]。
  - 10月13日 - ファッションセンターしまむらが開店[20]。
  - 11月1日 - 蒙古タンメン 中本が開店。(千葉県一号店[18][21])
- 2018年（平成30年）
  - 12月14日 - ポポンデッタがジュンク堂書店とのコラボ店舗を開店[22]。
- 2021年（令和3年）
  - 2月 - 三井不動産商業マネジメントが運営を受託[5]。
- 2022年（令和4年）
  - 7月31日 - サカゼンが隣接するららぽーとTOKYO-BAYへの移転のため、閉店。
  - 10月25日 - ハコスタジアム東京が閉店[23][24]。
  - 11月3日 - Y'sRoadが3階から1階に移転リニューアルオープン[25]。
- 2023年（令和5年）
  - 2月22日 - ハンズがららぽーとTOKYO-BAYから移転開店[26][27]
  - 3月3日 - ジーユー、無印良品、スーパースポーツゼビオがららぽーとTOKYO-BAYから移転開店[28][29]。
- 2025年（令和7年）
  - 10月 - 施設名を「ビビット南船橋」から「三井ショッピングパーク ららぽーとTOKYO-BAY North Gate」へ改称予定[30]。

## テナント
- 主なテナントはジュンク堂書店、ファッションセンターしまむら、スーパーバリュー、ニトリ、IDC大塚家具、ノジマ、ブックオフスーパーバザー
- 詳細は公式サイト「ショップガイド」を参照。

### 過去の主なテナント
- ミスターマックス（2010年8月5日プレオープン[16]8月7日開店[6] - 2016年5月8日閉店[16]）
- 南船橋食小路（2012年10月4日開店[10] - 2016年1月15日閉店）
- かねたや（2010年2月6日開店 - 2016年3月6日閉店[15]）
- サカゼン（2016年4月8日開店 - 2022年7月31日閉店）
- OKAY（2004年12月1日開店 - 2009年11月23日閉店）
- ラオックス・アソビットシティ（2004年12月1日開店 - 2007年1月14日閉店[31]）
- すばる書店・TSUTAYA（2007年4月13日開店 - 2012年5月27日閉店）
- スポーツオーソリティ（2004年12月1日開店 - 2006年1月29日閉店）
- スーパーバリューホームセンター
- セガスタジアム
- HMV （2004年12月1日開店 - 2006年8月31日閉店）
- ハコスタジアム東京（2014年11月29日開店 - 2022年10月25日閉店）

## 巨大な空間と自然光
出典：
ビビット南船橋はJR南船橋駅の北側に位置する大型商業施設である。コンセプト、施設構成、デザインなど全てにおいて、隣接する超大型ショッピング施設との差別化を企図して建てられた。上空をブリッジやエスカレーターが交錯し、自然光が降り注ぐ巨大な4層の吹抜空間（グランチャンバー・grand chamber）を中央に配置することにより、新たな空間体験を生み出している。

店舗棟の中央には東西に楕円形状のグランチャンバーが設けられ､北棟と南棟を構成している。これらの棟は「伸縮継ぎ手」を設け、構造的に3棟となっている。グランチャンバー上部には北棟側に免震構造(すべり支承)を用いた大屋根を乗せている。構造計画については各棟に各階にブレースを適正に配置することによりコスト低減を図っている。計画地が塩害地域にあたるため、周辺の調査を行い、塩害対策を施している。

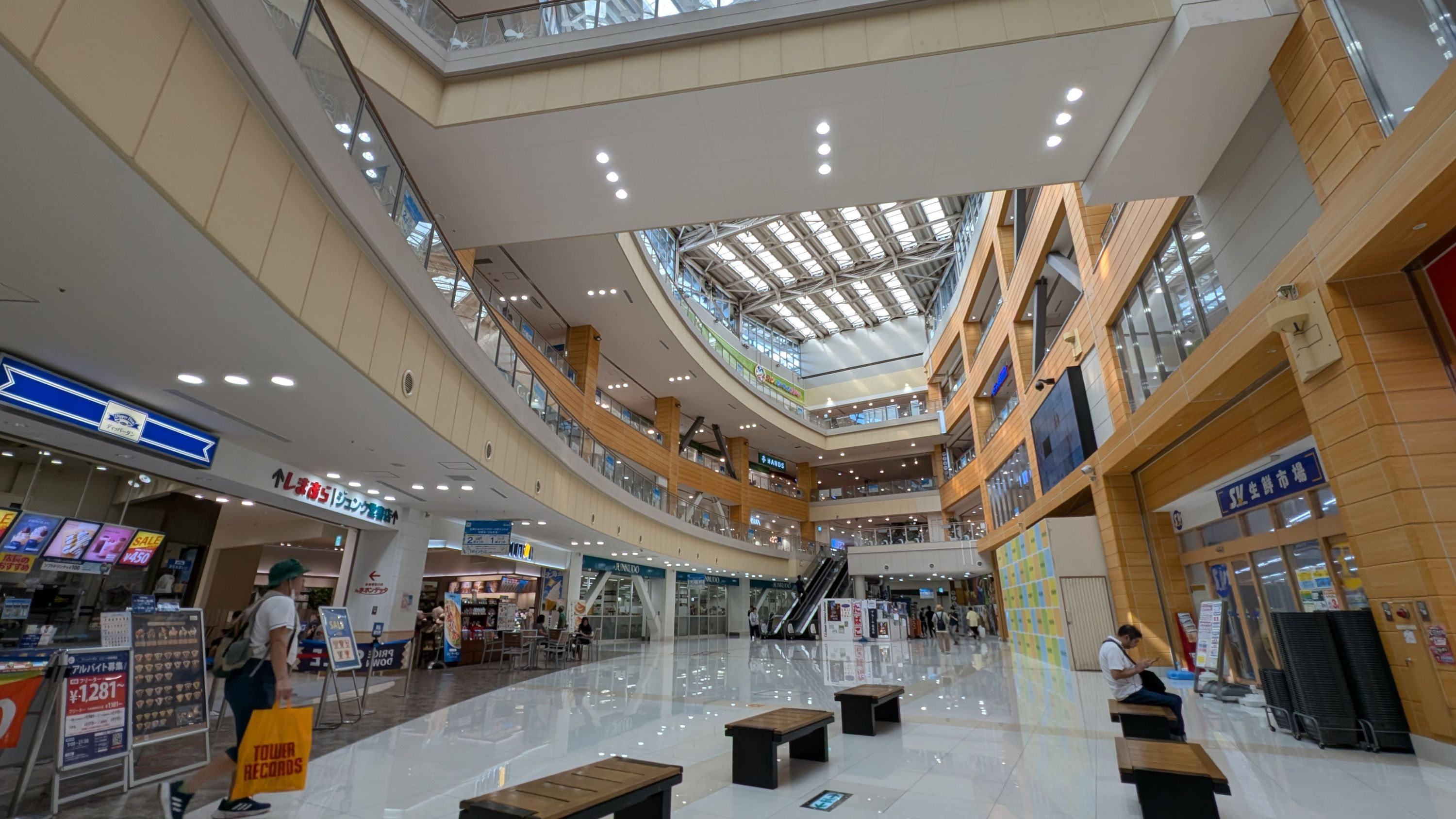
1F スーパーバリュー前
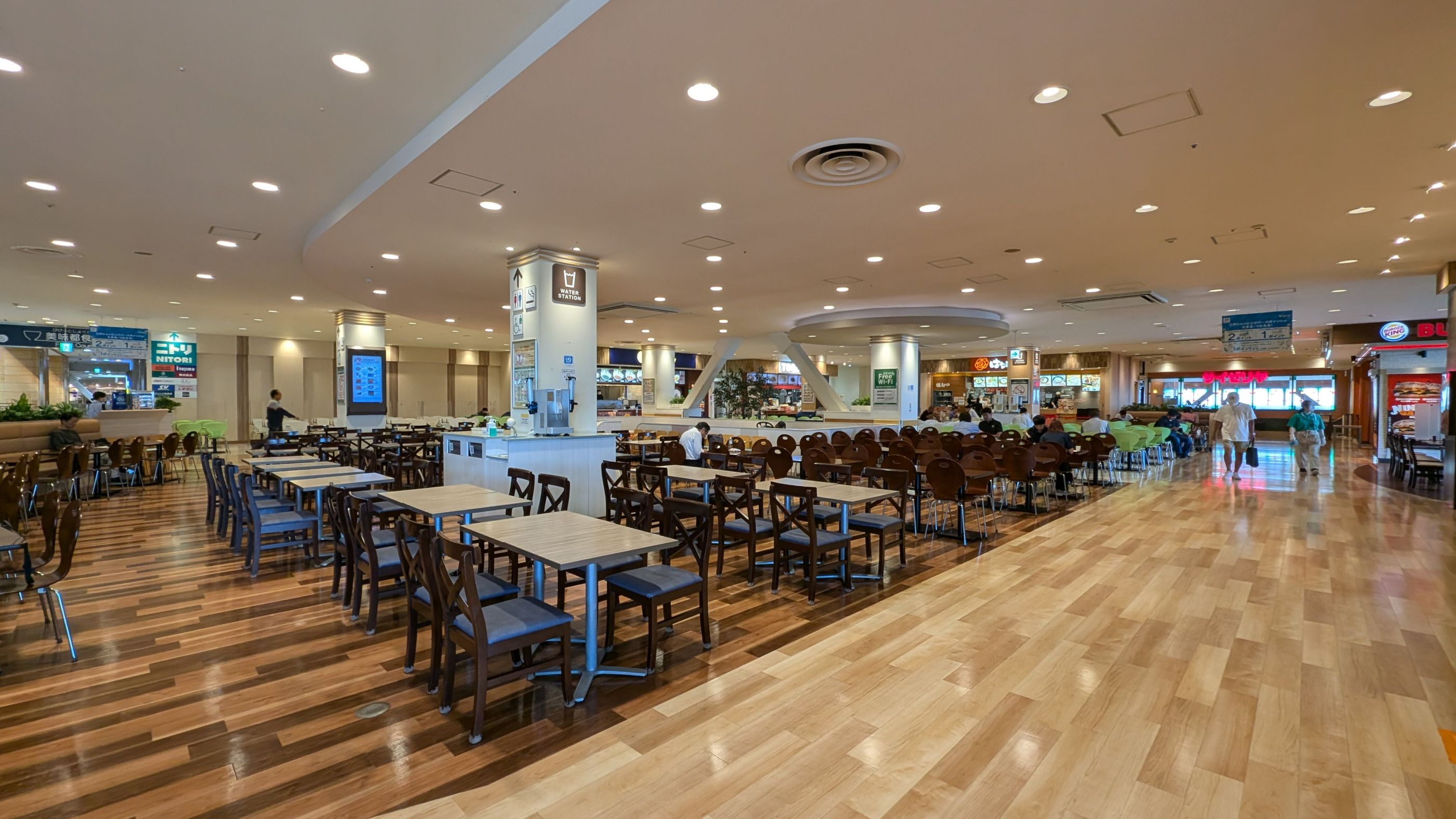
2F フードコート
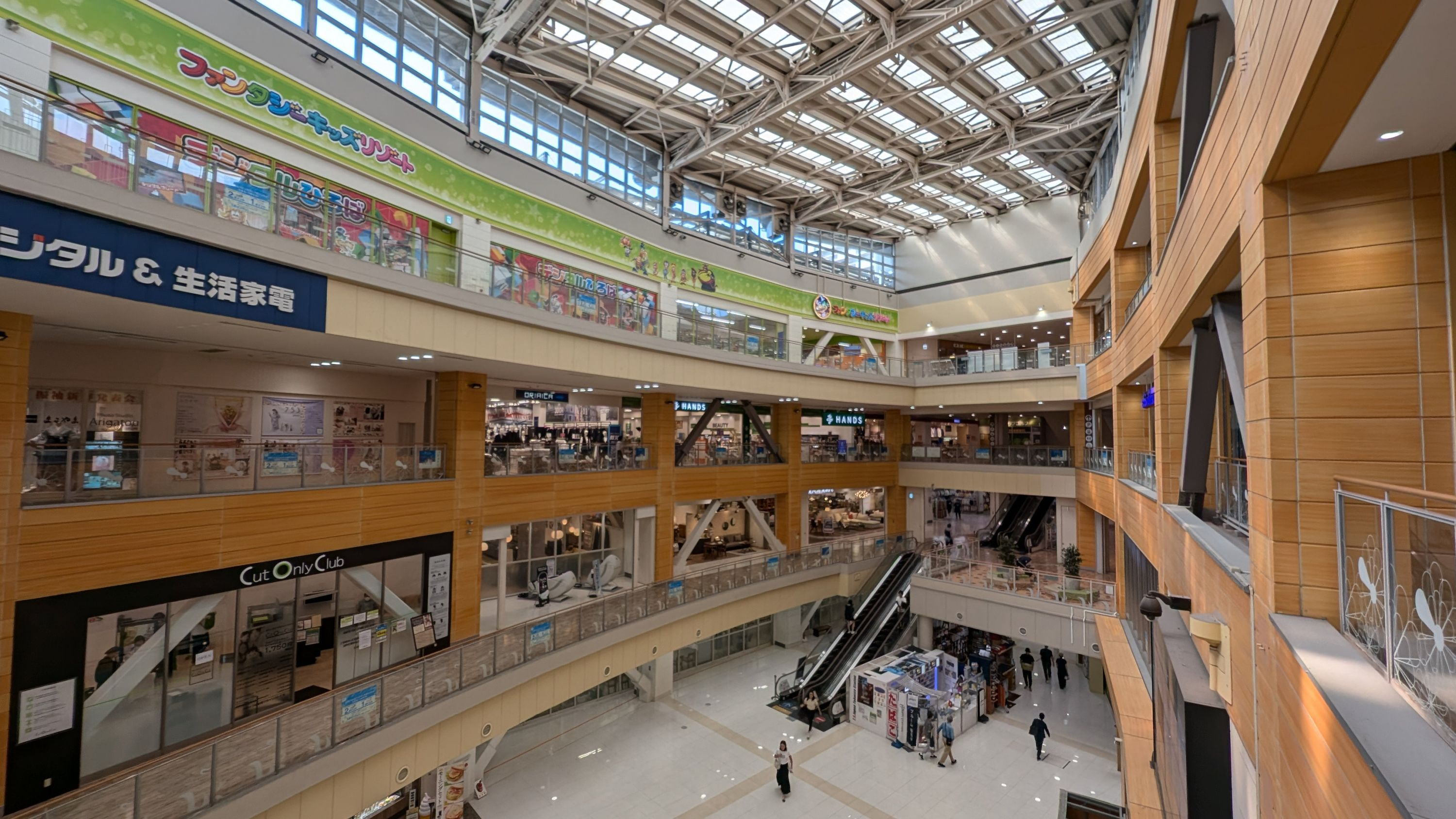
3F HANDSなど
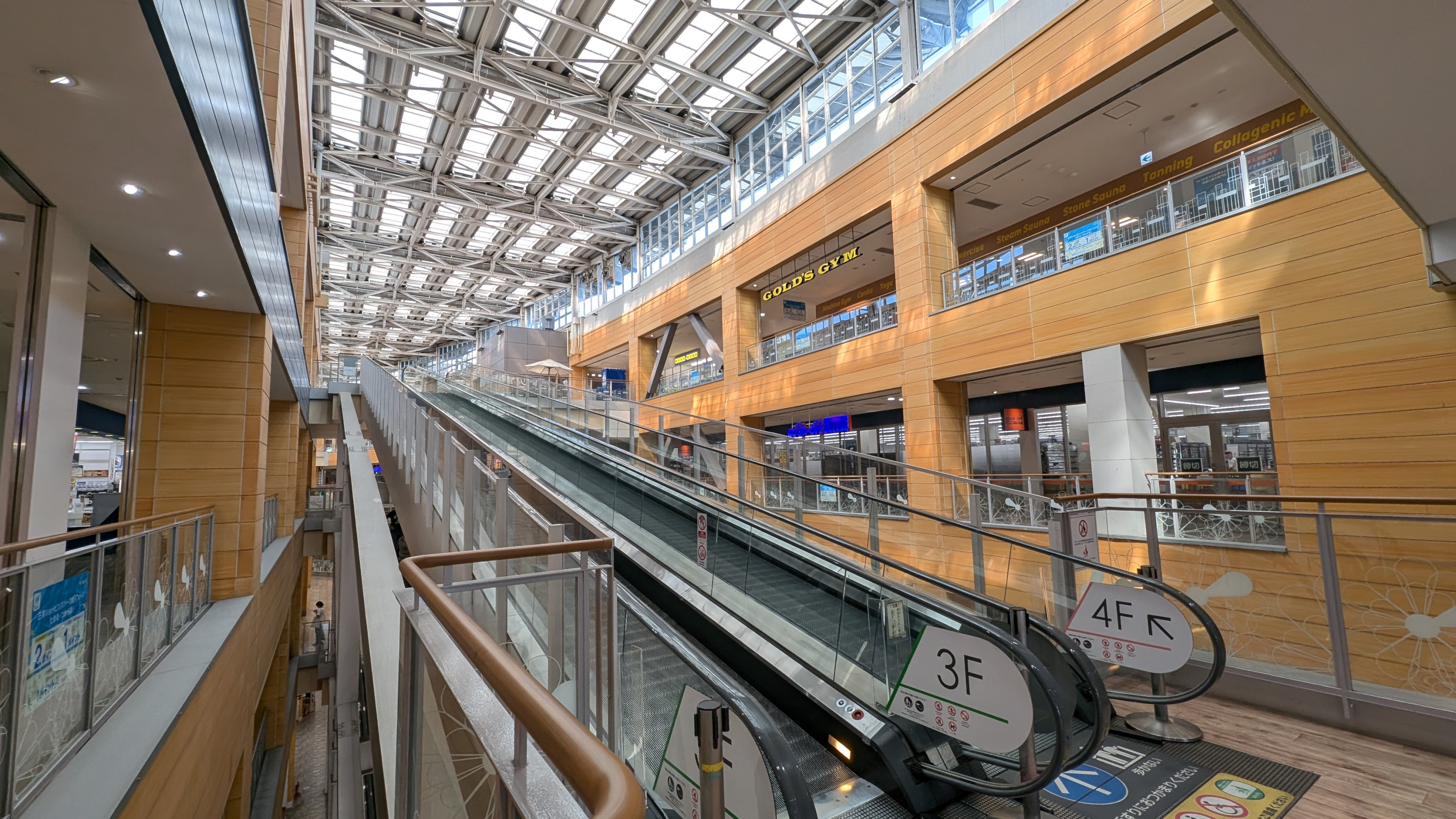
3Fと4Fをつなぐトラベレーターエスカレーター
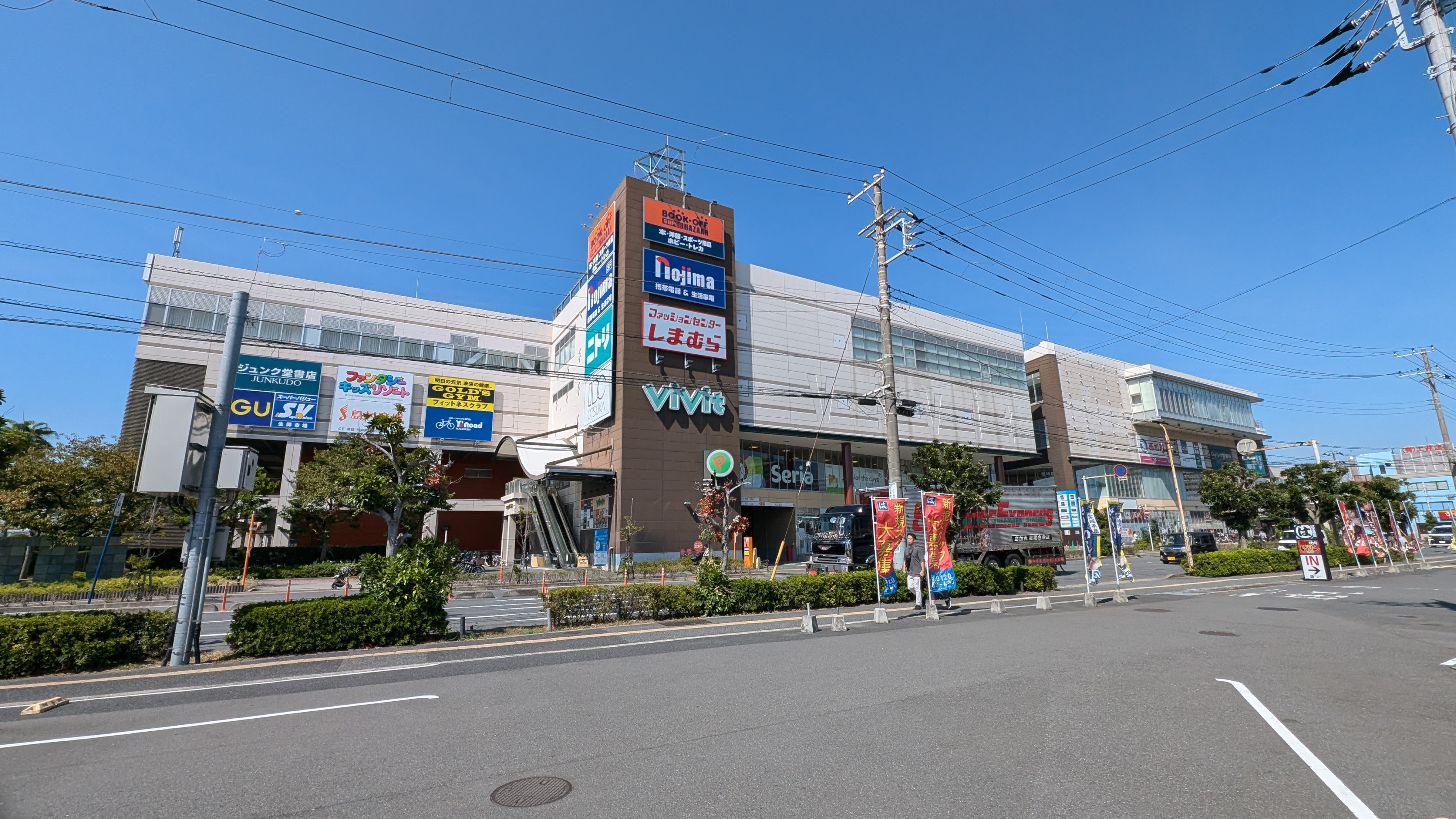
建物全景を撮影

## 交通
- 詳細は公式サイト「交通アクセス」を参照。
  - 南船橋駅より徒歩10分[33]。
  - 船橋競馬場駅より徒歩5分[33]。